# ピロウ・オブ・ウインズ
「ピロウ・オブ・ウインズ」（A Pillow of Winds）は、1971年に発表されたピンク・フロイドの楽曲。アルバム『Meddle（邦題：おせっかい）』に収録されている。

## 解説
曲は柔らかな音響で、ピンク・フロイドでは異例の愛のための歌。デヴィッド・ギルモアが作曲し、ロジャー・ウォーターズが作詞した。ニック・メイスンによると、歌のタイトルはバンドがツアー中に麻雀に夢中になっているときに決められたという。曲のキーはEメジャーとEマイナーで同主調転調が行われている。アコースティック・ギターのチューニングはオープンEチューニング(EBEG♯BE)である。

## パーソナル
- デヴィッド・ギルモア - ボーカル、アコースティック・ギター、スライドギター
- リック・ライト - コーラス、オルガン
- ニック・メイスン - ハイハットシンバル
- ロジャー・ウォーターズ- ベース